# Качкінтурай
Качкінтура́й (рос. Качкинтурай, башк. Ҡасҡын-Турай) — присілок у складі Калтасинського району Башкортостану, Росія. Входить до складу Большекачаковської сільської ради.
Населення — 259 осіб (2010; 276 у 2002).
Національний склад:
- удмурти — 98 %